# Сан-Клементи-ди-Башту
Сан-Клементи-ди-Башту (порт. São Clemente de Basto)  —  район (фрегезия) в Португалии,  входит в округ Брага. Является составной частью муниципалитета  Селорику-ди-Башту. По старому административному делению входил в провинцию Минью. Входит в экономико-статистический  субрегион Аве, который входит в Северный регион. Население составляет 1587 человек на 2001 год. Занимает площадь 15,43 км².